# Xylopia calosericea
Xylopia calosericea este o specie de plante angiosperme din genul Xylopia, familia Annonaceae, descrisă de Friedrich Ludwig Diels. Conform Catalogue of Life specia Xylopia calosericea nu are subspecii cunoscute.